# Alexandre Orloff
Pour les articles homonymes, voir Orloff.
Alexandre Orloff est un peintre d'origine russe, né à Radom, Pologne (selon d'autres sources[Lesquelles ?] - à Saint-Pétersbourg) le 27 janvier 1899, mort à Cormeilles-en-Parisis, près de Paris, le 3 avril 1979.

## Biographie
Alexandre Constantinovitch Orloff passe son enfance à Voroneje en Russie. En 1924, il quitte la Russie et s'établit à Prague, où il fréquente l'École ukrainienne des beaux-arts, y étant élève de Serguej Alexandrovitch Mako (1885-1953). Il expose dans diverses galeries en Tchécoslovaquie et en Pologne, en 1933 il a une exposition personnelle à la galerie pragoise Karasek. Il participe à plusieurs associations artistiques, devient illustrateur pour « Prager Press ».
Arrivant en France en 1933 et s'installant au 33, rue Antoine-Chantin dans le 14e arrondissement de Paris, il expose au salon des Tuileries, au Salon des indépendants, au salon de l'Art Libre et au Salon des réalités nouvelles. Il participe à des expositions d’artistes d’origine russe appartenant à l'École de Paris et à d'autres expositions collectives. Des expositions personnelles ont lieu en 1969, 1973, 1975. 
Il passe les dernières années de sa vie à la maison de retraite russe Zemgora de Cormeilles-en-Parisis.

## Œuvre
Cubiste à ses débuts à Prague, Orloff évolue vers une peinture plus symboliste dans les années 1930. À partir de l'après guerre, il commence à créer des œuvres abstraites, dans la veine de l'abstraction lyrique qui tend cependant à se géométriser autour de 1970. Il est ami de Serge Charchoune. Parallèlement, il peint des paysages, natures mortes, scènes d'intérieur, personnages.

## Expositions

### Expositions personnelles
- Galerie Karasek, Prague, 1933[2].

### Expositions collectives
- Exposition d'art russe - Peintures, dessins, sculptures, tissus artistiques : Dimitri Bouchène, Nathalie Gontcharova, Alexandre Iacovleff, Michel Kikoïne, Pinchus Krémègne, André Lanskoy, Alexandre Orloff, Chana Orloff, Jean Pougny, Zinaida Serebryakova, Galerie d'Alignan, Paris, juin-juillet 1931.
- Les artistes russes de l'École de Paris, Maison de la pensée française, juin-octobre 1961[2].
- Paris russe : 1910-1960, Musée des Beaux-Arts de Bordeaux, novembre 2003 - février 2004.

## Réception critique
- « Alexandre Orloff, qui a longtemps vécu en France, et aussi à Prague de 1929 à 1938, partageait son activité entre l'illustration et la peinture : de petits paysages qui dans leur matière dense, riche et mate font songer à ceux de Jean Pougny. » - Gérald Schurr[3]

## Musées
- Galerie nationale de Prague.
- Collection Oscar Ghez - anciennement Musée du Petit Palais, Genève.